# Gaius Charles
Gaius Charles (Nova York, 2 de maig de 1983) és un actor estatunidenc.

## Biografia
Charles va néixer el 2 de maig de 1983 a Manhattan, Nova York. Es va criar a la ciutat de Nova York i a Teaneck, Now Jersey.
Charles es va graduar a la Teaneck High School el 2001. Va assistir a la Facultat de Belles Arts de la Universitat Carnegie Mellon i va obtenir una llicenciatura en Belles Arts en teatre. També va estudiar al National Institute of Dramatic Art (NIDA) a Sydney, Austràlia. Va obtenir un màster en estudis religiosos per la Drew University.

## Filmografia

### Cinema
| Any  | Títol                          | Paper             |
| ---- | ------------------------------ | ----------------- |
| 2009 | The Messenger                  | Reclutador Brown  |
| 2009 | Toe to Toe                     | Kevin             |
| 2010 | Salt                           | Oficial de la CIA |
| 2010 | Takers                         | Max               |
| 2015 | The Stanford Prison Experiment | Paul Vogel        |
| 2022 | Alice                          | Joseph            |

### Televisió
| Any          | Títol                             | Paper               | Notes         |
| ------------ | --------------------------------- | ------------------- | ------------- |
| 2006         | The Book of Daniel                | Carver              | 1 episodi     |
| 2006–2008    | Friday Night Lights               | Smash Williams      | 41 episodis   |
| 2007         | Law & Order: Special Victims Unit | Jadon Odami         | 1 episodi     |
| 2011         | Pan Am                            | Joe                 | 1 episodi     |
| 2012         | NCIS                              | Jason King          | episodi: 9x21 |
| 2012         | Necessary Roughness               | Damon Razor         | 4 episodis    |
| 2012–2014    | Grey's Anatomy                    | Dr. Shane Ross      | 46 episodis   |
| 2015         | Drunk History                     | Muhammad Ali        | 1 episodi     |
| 2016         | Marvel's Agents of S.H.I.E.L.D.   | Ruben Mackenzie     | 1 episodi     |
| 2016         | Blindspot                         | Sgt. Charlie Napier | 1 episodi     |
| 2015–2016    | Aquarius                          | Bunchy Carter       | 7 episodis    |
| 2017         | Taken                             | John                |               |
| 2018         | God Friended Me                   | Rev. Andrew Carver  |               |
| 2023–present | The Walking Dead: Dead City       | Perlie Armstrong    | 6 episodis    |